# ミシシッピ計画
ミシシッピ計画（みししっぴけいかく, 仏: Compagnie du Mississippi）は、18世紀初頭に北アメリカに植民地を有していたフランスが立てたミシシッピ川周辺における開発・貿易計画。ミシシッピ会社とも言う。
フランスで立てられたこの計画は、開発バブルを引き起こし、会社の業績が極端に悪いのに発行価格の40倍にまで株価が暴騰する事態を招いた。
チューリップ・バブル（オランダ）や南海泡沫事件（イギリス）とともに、三大バブル経済の例えとして知られる。

## 概要
1717年8月、スコットランドの実業家ジョン・ローが、当時は誰からも見放されていたミシシッピ会社の経営権を入手し、西方会社（Compagnie d'Occident）と名を改めた。当初のジョン・ローの狙いは、フランス領ルイジアナ植民地など、ミシシッピ川の流域のほとんどを含む北アメリカのフランス植民地との貿易にあった。
西方会社の経営権を入手したことで、フランス政府は北アメリカおよび西インド諸島との貿易に関する25年の独占権をジョン・ローに対して保証した。1719年、西方会社は東インド会社、中国会社、その他のフランスの貿易会社を併合してインド会社（Compagnie des Indes またはCompagnie Perpétuelle des Indes）となり、またジョン・ローが総合銀行(Banque Générale)として1716年に設立した王立銀行（Banque Royale）までも所有するに至った。
ジョン・ローは、ルイジアナの富を巧みなマーケティング戦略を用いて宣伝した。その結果1719年にインド会社株(ミシシッピ会社株)に対しての熱狂的な投機買いが起こり、株価は500リーブルから1万リーブルまで高騰した。
しかし、1720年の夏にかけて急激な信用不安が起こったため、1721年には再び500リーブルまで下落した。1720年、摂政フィリップ2世はジョン・ローを解任し、同年12月20日、ローはフランス国外へ逃亡した。

## ミシシッピスキーム

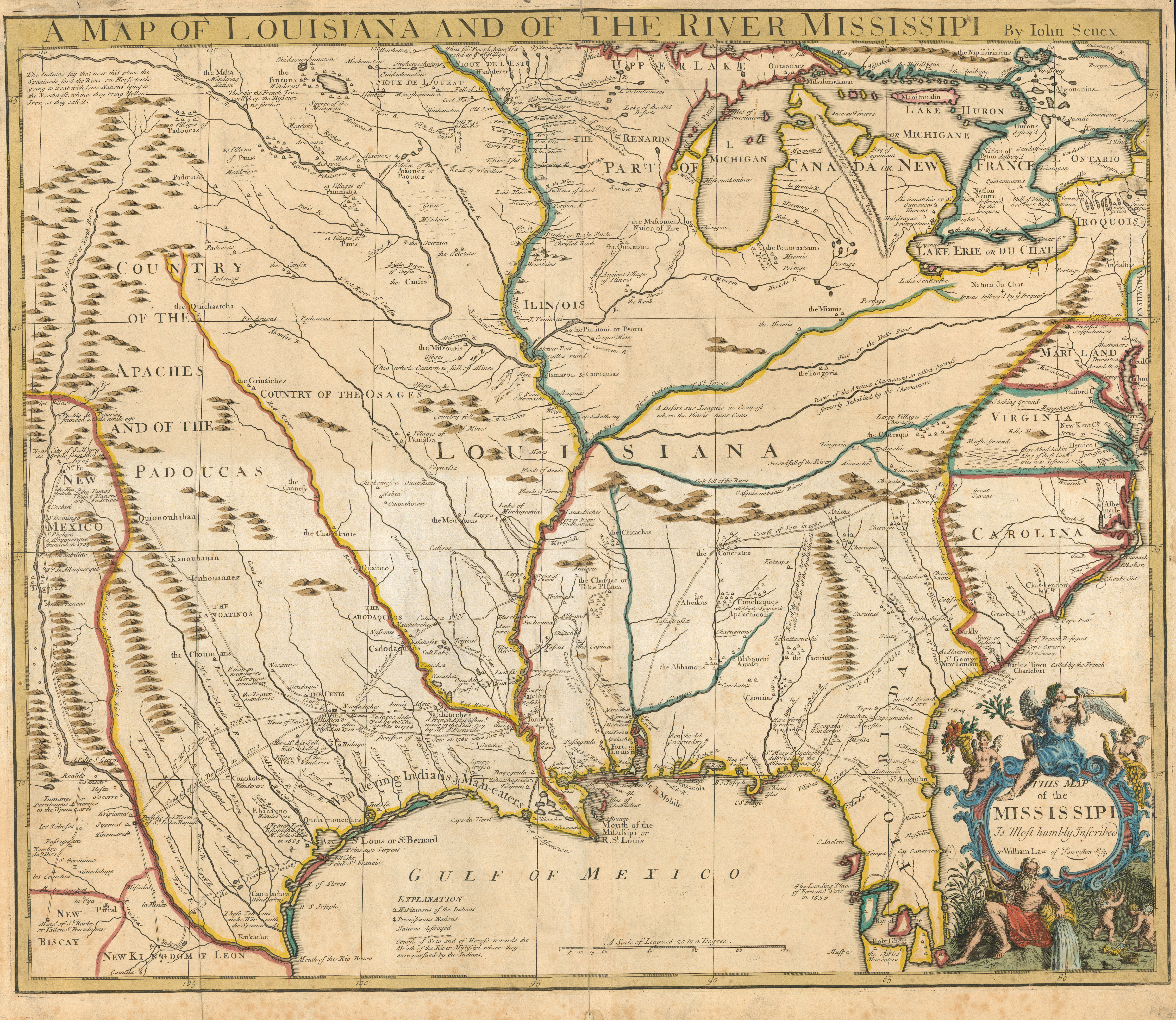
地図, 1721

この当時、フランスは戦争や王族の浪費などで大変な財政赤字を抱えていた(ルイ14世 (フランス王)死去を参照)ことから、国債の乱発や貨幣の改鋳(金の含有量を落とす)を繰り返していたが、そのために通貨であった金貨・銀貨の価値は著しく下がった。これに対しジョン・ローは、中央銀行を支配し通貨発行権を手に入れ不兌換紙幣を発行した(フランス銀行を参照)。この銀行券は価格が安定していたため、価格の下落の激しい国債や金貨・銀貨よりも信用があり支持された。ところが王宮からの圧力により、ジョン・ローは紙幣を乱発してしまった。
海の向こうで事業を行っているため実態の見えないミシシッピ会社株は高騰を続けたことにより、ジョン・ローはミシシッピ会社株を増やし、ミシシッピ会社株を買うための資金を銀行から貸し出した(実態の無いモノへの投資)。これと同時に後述の実質的な政府債務免除である政府債務のミシシッピ株への転化も行われた。これがミシシッピバブルのスキームである。
1. ミシシッピ会社株が売れる
2. 銀行の通貨発行量(紙幣)が増える
3. ミシシッピ会社株の価格が上がる
4. 更に銀行の通貨発行量(紙幣)が増える
5. 政府債務とミシシッピ株の転化
6. 政府債務がなくなり、通貨が市場に溢れて、フランスが空前の好景気となる

## 政府債務の転化
ミシシッピ会社の発行済株式の量は、1720年には50万株程度だった。すなわち株価が1万リーブルだった時の会社の時価評価額は50億リーブルとなる。株価が500リーブルまで崩壊した1721年9月時点では、時価評価額は2億5千万リーブルにまで下がった。ちなみに、当時のフランス政府の歳出規模は1億5千万リーブル（1700年）で、政府の負債額は16億リーブル（1719年）であった。
政府とジョン・ローは16億リーブルの政府負債の全てを会社の株式で買い上げることにした。この計画は成功した。政府の負債の債権者達は、債権や手形でこの株を購入し、1720年には政府の全負債はこの会社に移った（債権と資産の変換）。これによって、元の政府に対する債権者が今度はこの会社の所有者（株主）となったが、会社経営は政府によってコントロールされていた。政府は毎年3％にあたる4千8百万リーブルの利息を支払った。これによって、政府は歳入の10倍（GDPの約2～4倍）もの多額の債務の返済を一時的に免れ、債務免除されたような状況になった。この成功によって株価は高騰したが、その後1720年から1721年にかけて、この会社の市場からの資本調達が破綻した。
イギリスで南海泡沫事件が発生したのもこの時期である。こちらの場合、5千ポンドの政府負債の80％を南海会社が取得し、インド会社（ミシシッピ会社）の株価が最高値を記録したよりもほんの数ヶ月後の1720年8月に、株価が最高値1000ポンドまで上昇した。

## バブル崩壊後の結果
実際にミシシッピ会社株が利益を出すわけもないので、これを不信に感じた人や、あまりの過熱を不審に思った人がミシシッピ会社株と紙幣を売り払い、金や硬貨に替えて海外に持ち出し始めたため取り付け騒ぎが起こった。ジョン・ローの紙幣を金や硬貨に替えたい人が銀行に殺到したが、これに対応出来る金はそもそも銀行になかった。ミシシッピ会社株は1721年に会社倒産によって紙屑同然となり、同時にジョン・ローの紙幣は金や硬貨と替えられないため価格が大幅に下落。経済は混乱し、民衆には借金だけが残った。ジョン・ローはフランスから亡命した。

## バブル崩壊後のミシシッピ会社
ジョン・ローのミシシッピ会社は1721年に倒産した。
そして、組織を再編し、1722年に事業を再開した。1723年、再開した会社はルイ15世から新たに特権を与えられた。
主な特権は、タバコやコーヒーの専売権や、国発行の宝くじを催行する権利である。この会社に関して金融市場は再び賑わいをみせ、株価や社債は値上がりし、自己資本は膨れ上がった。
1726年から1746年にかけて、国外貿易事業と国内事業が繁盛した。これによって、主要港であるロリアンをはじめとして、ボルドー、ナント、マルセイユなどの港湾都市も栄えた。この時期に西半球に関する貿易権は失ったが、東側との貿易事業は繁栄を続けた。
この時期の貿易品目は、中国からの陶磁器、壁紙、漆、茶、中国やインドからの絹織物、モカ（イエメン）からのコーヒー、マヘ（インド）からのコショウ、西アフリカからの金、象牙、奴隷などがあった。
1746年以降、フランス政府の公共事業拡大路線は会社に負担を与えるようになり、七年戦争（1756年-1763年）が特に大きな打撃となった。
1770年2月、同社に対し、当時3千万リーブルに及んだ全資産と権利を国家に譲渡する命令が下った。
なお、国王は会社の全負債の返済と利息の支払いを約束した。同社は1770年に解散し、弁済は1790年代まで引き継がれた。